# Nance County
Nance County är ett administrativt område i delstaten Nebraska, USA. År 2010 hade county 3 735 invånare. Den administrativa huvudorten (county seat) är Fullerton.

## Geografi
Enligt United States Census Bureau har countyt en total area på 1 160 km². 1 142 km² av den arean är land och 18 km² är vatten.

### Angränsande countyn
- Platte County - nordost
- Merrick County - söder
- Greeley County - väster
- Boone County - norr